# Thorsten Schäfer-Gümbel
Thorsten Schäfer-Gümbel (ur. 1 października 1969 w Oberstdorfie) – niemiecki polityk, politolog i samorządowiec, w latach 2013–2019 wiceprzewodniczący Socjaldemokratycznej Partii Niemiec (SPD), poseł do landtagu Hesji.

## Życiorys
W 1986 wstąpił do SPD. Studiował nauki rolnicze, a następnie politologię na Uniwersytecie w Gießen, uzyskując w 1997 magisterium w tej dziedzinie. Był stypendystą Fundacji im. Friedricha Eberta. Był pracownikiem macierzystej uczelni, a także konsultantem frakcji poselskiej Socjaldemokratycznej Partii Niemiec w landtagu. W 2001 zasiadł w radzie powiatu Gießen. W 2003 został wybrany na posła do landtagu, ponownie mandat deputowanego obejmował po wyborach w 2008, 2009, 2013 i 2018.
W 2009 stanął na czele SPD w Hesji, a w 2013 powołano go na wiceprzewodniczącego federalnych struktur partii. W czerwcu 2019 został jednym z trzech tymczasowych przewodniczących Socjaldemokratycznej Partii Niemiec, gdy z kierowania partią zrezygnowała Andrea Nahles. Wcześniej ogłoszono jego nominację na dyrektorskie stanowisko w Deutsche Gesellschaft für Internationale Zusammenarbeit, państwowej agencji do spraw rozwoju (od 1 października 2019). W związku z tym zrezygnował z funkcji partyjnych oraz z mandatu poselskiego.